# Lego Ninjago, le film
Pour les articles homonymes, voir Ninjago.
Pour plus de détails, voir Fiche technique et Distribution.
Lego Ninjago, le film (The LEGO Ninjago Movie) est un film d'animation en volume américano-danois réalisé par Charlie Bean, Paul Fisher et Bob Logan sorti en 2017.
Le film suit Lloyd, surnommé "Le Ninja Vert", qui s'allie avec des maîtres-bâtisseurs LEGO, des ninjas spécialisés dans l'infiltration et le maître du kung-fu Wu pour affronter Garmadon, qui n'est autre que le père de Lloyd, qui veut détruire la ville de Ninjago City.
Il est dérivé de la série de jouets homonymes mais se situe dans l'univers des films La Grande Aventure Lego et Lego Batman, le film.

## Synopsis
Un jeune garçon rencontre le mystérieux propriétaire d'une boutique de reliques, M. Liu, qui lui raconte l'histoire de Ninjago, une ville de l'univers LEGO. Celle-ci est souvent terrorisée par le maléfique seigneur de guerre Garmadon et son armée de sbires sur le thème de la vie marine. Les attaques de Garmadon se retrouvent déjouées par son fils Lloyd, qui est méprisé par tout le monde à Ninjago City pour sa relation avec Garmadon, le mettant sous stress émotionnel. À l'insu de tout le monde, Lloyd est le Ninja Vert, le chef d'une équipe de ninjas composée de Kai, Cole, Jay, Zane, Nya et de leur maître Wu (le frère de Garmadon et oncle de Lloyd), qui empêche toujours Garmadon de prendre le contrôle de Ninjago en combattant avec leurs robots. Lorsque Garmadon échoue une fois de plus à conquérir Ninjago, son équipe informatique lui montre un nouveau robot géant.
Après leur victoire, Wu dit au ninja que seul leur "élément intérieur" vaincra définitivement Garmadon. Lloyd est frustré d'apprendre que son élément est "vert" tandis que Kai a du feu, Cole a de la terre, Jay a de la foudre, Zane a de la glace et Nya a de l'eau. Wu mentionne également " l'arme ultime ", donnant à Lloyd un nouvel espoir d'arrêter Garmadon, bien que Wu les ait avertis que personne ne peut jamais utiliser l'appareil. Le lendemain, Garmadon attaque Ninjago avec son nouveau robot et cette fois, il bat Lloyd. Alors que Garmadon se réjouit, Lloyd revient avec l'arme ultime et tire sur Garmadon, pour découvrir qu'il s'agit en fait d'un pointeur laser qui attire un chat réel nommé Miaouthra. Garmadon pointe le laser vers les robots des ninjas, que le chat détruit, mais Lloyd casse le pointeur laser. Alors que Garmadon célèbre sa victoire, Lloyd se démasque et lui avoue ne jamais avoir voulu de lui comme père, laissant Garmadon confus.
Lloyd se cache car toute la ville lui en veut. Wu leur dit qu'ils doivent utiliser "l'arme ultime ultime" pour empêcher Miaouthra de détruire Ninjago, qui se trouve de l'autre côté de l'île Ninjago. Garmadon entend la conversation, suit de près et intercepte les ninjas. Wu et Garmadon se battent, et bien que Wu parvienne à piéger Garmadon  dans une cage, il tombe d'un pont dans la rivière en dessous. Avant d'être emporté, Wu dit au ninja qu'ils doivent trouver "la paix intérieure". Les ninjas continuent leur chemin en embarquant Garmadon avec eux pour les guider, ce qui agace Lloyd. Malgré cela, les deux se lient tout au long de leur voyage, tandis que les ninjas apprennent à ne pas compter uniquement sur leurs robots pour se battre. Le groupe survit à une rencontre avec les "généraux numéro 1" licenciés de Garmadon. Garmadon et Lloyd sont fait prisonniers mais les ninjas les libèrent. Garmadon apprend à Lloyd à lancer et grâce à ça ils construisent un véhicule volant pour partir. En envoyant la dernière pièce, Lloyd se fait pousser par un des généraux et perd un bras. Garmadon lui remet son bras et Garmadon et Lloyd commencent une vraie relation père fils.
Ils finissent par s'écraser sur le Temple des Fragiles Fondations, la maison d'enfance de Garmadon. Il dit à Lloyd que sa mère, Koko, était autrefois une guerrière nommée Dame Dragon de Fer et qu'il aurait aimé rester avec eux après avoir décidé de conquérir Ninjago, mais qu'il ne pouvait pas changer ses habitudes, alors ils ont dû rester séparés. Les ninjas trouvent l'arme ultime ultime dans un coffre composé d'un ensemble de pièces LEGO qui ressemblent à leurs pouvoirs élémentaires, et que Garmadon vole car il reste résolu à prendre la ville après que Lloyd ait rejeté son offre de nouveau général numéro 1. Dans un revirement inattendu, Garmadon enferme les ninjas à l'intérieur du temple alors qu'il commence à s'effondrer. Lloyd se rend compte que la "paix intérieure" signifie qu'ils doivent libérer leur pouvoir élémentaire, et ils s'échappent du temple qui s'effondre. Alors qu'ils tombent d'une falaise, Wu les sauve avec le navire volant du ninja, le Destiny's Bounty, et ils retournent à Ninjago City.
Garmadon tente de vaincre Miaouthra avec l’arme ultime ultime, pour finir par être mangé par le chat. Lloyd et les autres arrivent et commencent à combattre l'armée de Garmadon. Alors que Lloyd s'approche de Miaouthra, il révèle à tout le monde qu'il est le Ninja vert et se rend compte que "vert" signifie vie et que son élément est ce qui relie le ninja et sa famille. Il réconforte et apprivoise Miaouthra et s'excuse abondamment auprès de Garmadon, en disant qu'il lui pardonne. Garmadon pleure des larmes de feu, ce qui fait vomir Miaouthra. Après la réconciliation de Lloyd et Garmadon très émouvante , Miaouthra devient la mascotte de Ninjago et Lloyd est salué comme un héros.
Comme M. Liu termine son histoire sur Ninjago, il informe le garçon qu'il a le potentiel d'être un grand guerrier ninja et lui dit qu'ils commenceront à s'entraîner à l'aube.

## Fiche technique
Sauf indication contraire, les informations mentionnées dans cette section peuvent être confirmées par la base de données cinématographiques IMDb,  présente dans la section « Liens externes ».
- Titre original : The LEGO Ninjago Movie
- Titre français et québécois : Lego Ninjago, le film
- Réalisation : Charlie Bean, Paul Fisher et Bob Logan
- Scénario : Dan Hageman, Kevin Hageman Hillary Winston, Paul Fisher, Bob Logan, William Wheeler, Tom Wheeler, Jared Stern et John Whittington
- Musique : Mark Mothersbaugh
- Montage : Julie Rogers
- Direction artistique : Felicity Coonan, Charlie Revai
  - Décorations : Annie Beauchamp
  - Casting : Mary Hidalgo
- Production : Maryann Garger, Roy Lee, Dan Lin (en), Phil Lord et Chris Miller
  - Production exécutive : Will Allegra, John Powers Middleton (en), Seth Grahame-Smith, Chris McKay, Steven Mnuchin, Zareh Nalbandian et James Packer et Jill Wilfert
  - Production associée : Yoriaki Mochizuki, Kristen Murtha
  - Coproduction : Ryan Halprin, Jon Burton
- Sociétés de production : Lego System A/S, Lord Miller, Lin Pictures (en), Vertigo Entertainment, Warner Animation Group, Animal Logic (effets spéciaux)
- Société de distribution : Warner Bros. (Argentine, États-Unis, France, Japon, Singapour), Karo Premiere (Russie)
- Pays d'origine :  États-Unis,  Danemark
- Langue originale : anglais
- Format : couleur - 2,39:1 - Dolby Atmos
- Durée : 101 minutes
- Dates de sortie :
  - Brésil : 21 septembre 2017
  - États-Unis : 22 septembre 2017[2] (initialement le 23 septembre 2016[3])
  - France : 11 octobre 2017[4]

## Distribution

### Voix originales
Sauf indication contraire, les informations mentionnées dans cette section peuvent être confirmées par la base de données cinématographiques IMDb,  présente dans la section « Liens externes ».
- Dave Franco : Lloyd
- Michael Peña : Kai
- Fred Armisen : Cole
- Zach Woods : Zane
- Kumail Nanjiani : Jay
- Abbi Jacobson : Nya
- Jackie Chan : Sensei Wu
- Justin Theroux : Garmadon
- Olivia Munn : Koko
- Kaan Guldur : Jake

### Voix françaises
- Thibaut Delmotte[5] : Lloyd Garmadon
- Aurélien Ringelheim[5]: Kai
- Teddy Riner : Cole[6]
- Jean-Michel Vovk[5] : Zane
- Alessandro Bevilacqua[5] : Jay
- Marie-Line Landerwijn[5] : Nya
- Jérémie Covillault[5]: Garmadon
- William Coryn[5] : Maître Wu/M. Liu
- Amir Haddad : chanteur de la musique Higher
- Charles Germain : Chen le Cheerleader / chanteur de la musique Boo Lloyd
- Guillaume Lebon : le journaliste TV
- Edwige Lemoine : Générale #1 en chef de l'armée des requins
- Stéphane Excoffier : l'enseignante
- Ivana Coppola : Koko/Dame Dragon de Fer

### Voix québécoises
Source VQ : Doublage.qc.ca
- Alexandre Bacon : Lloyd Garmadon
- Jean-Philippe Baril Guérard : Kai
- Alexandre L'Heureux : Cole
- Daniel Roy : Zane
- Nicolas Bacon : Jay
- Sarah-Anne Parent : Nya
- Marc-André Bélanger : Garmadon
- François L'Écuyer : Maître Wu/M. Liu
- Mélanie Laberge : Koko/Lady Dragon De Fer

## Développement et promotions
Le 17 septembre 2013, Warner Bros. Pictures annonce qu'il développe un film d'animation basé sur la ligne de jouets LEGO Ninjago. Dan et Kevin Hageman, scénaristes de la série animée et de La Grande Aventure LEGO, se chargeraient du scénario ainsi que Brian Shukoff et Kevin Chesley. Charlie Bean réaliserait le film, produit par la même équipe que pour le film LEGO : Dan Lin (en), Roy Lee, Phil Lord ainsi que Chris Miller. Le 27 juin 2016, la distribution des rôles principaux est annoncée : Jackie Chan pour Sensei Wu, Dave Franco, Michael Peña, Kumail Nanjiani, Zach Woods, Fred Armisen pour les cinq ninjas et Abbi Jacobson pour Nya,. Mi-août de la même année sont dévoilés Olivia Munn (pour Koko, la mère de Lloyd) et Justin Theroux (pour Garmadon), deux acteurs qui avaient déjà joué ensemble dans Iron Man 2 et Zoolander 2,.
Dès septembre 2016 est diffusé avant le film Cigognes et Cie un court-métrage nommé The Master (en) (réalisé par Jon Saunders) autour du personnage de Sensei Wu.
La première bande-annonce du film en version française sort début février 2017.
En septembre, il est révélé que le judoka Teddy Riner rejoint le casting du doublage français du film en tant que Cole, le ninja de l'élément Terre.
Début octobre, il est révélé que Amir chantera Higher qui est dans la BO française du film.
La version japonaise présente une chanson thème exclusive, interprétée par le groupe Johnny's West, "Mou 1% (Another 1%)".
| Pays       | Box-office      | Date d'arret du box-office | Nombre de semaines |
| ---------- | --------------- | -------------------------- | ------------------ |
| États-Unis | 52 483 502 $    | en cours                   | 4 (en cours)       |
| France     | 557 538 entrées | en cours                   | 1 (en cours)       |
| Monde      | 99 283 502 $    | en cours                   | 4 (en cours)       |